# 1. ŽNL Dubrovačko-neretvanska 2012./13.
Ovaj članak je podtema članka: 4. rang HNL-a 2012./13.

1. ŽNL Dubrovačko-neretvanska u sezoni 2012./13. predstavlja ligu četvrtog ranga hrvatskog nogometnog prvenstva. 
Nakon kontroverznih izbora za predsjednika Hrvatskog nogometnog saveza, prvo između Vlatka Markovića i Igora Štimca, pa onda i Davora Šukera i Igora Štimca, ostao je kaos u nogometnom savezu Dubrovačko-neretvanske županije. Klubovi su se podijelili na dvije strane i tako se i natjecali u ovoj sezoni. 
Ligu "ŽNS" brojilo je 6 klubova pod organizacijom županijskog nogometnog saveza Dubrovačko-neretvanske županije, a prvak te lige HNK Dubrovnik 1919 imao je samo utješnu titulu prvaka. Ligu "HNS" brojilo je 7 klubova pod organizacijom Hrvatskog nogometnog saveza – Središte Split, a prvak NK Gusar Komin išao je u kvalifikacije za viši rang natjecanja 3. HNL – Jug.

## Sustav natjecanja
Dvije lige brojile su trinaest klubova. Ligu "ŽNS" igralo je 6 klubova trokružno, a ligu "HNS" 7 klubova trokružno. 

## Sudionici
| LIGA HNS                 | LIGA ŽNS             |
| ------------------------ | -------------------- |
| HNK Slaven Gruda         | HNK Dubrovnik 1919   |
| NK Croatia Gabrile       | NK Grk Potomje       |
| NK Gusar Komin           | NK Jadran Smokvica   |
| NK Hajduk 1932 Vela Luka | NK Orebić            |
| NK SOŠK Ston             | NK Maestral Krvavac  |
| NK Župa dubrovačka       | NK Omladinac Lastovo |
| ONK Metković             |                      |

## Ljestvica

### Liga "ŽNS"
| Mj. | Klub              | U  | P | N | I | G+ | G- | GR  | Bodovi | Sljedeća sezona                           |
| --- | ----------------- | -- | - | - | - | -- | -- | --- | ------ | ----------------------------------------- |
| 1.  | Dubrovnik 1919    | 15 | 9 | 2 | 4 | 33 | 21 | +12 | 29     | 1. ŽNL Dubrovačko-neretvanska 2013./2014. |
| 2.  | Jadran Smokvica   | 15 | 6 | 4 | 5 | 22 | 24 | -2  | 22     | 1. ŽNL Dubrovačko-neretvanska 2013./2014. |
| 3.  | Grk Potomje       | 15 | 7 | 0 | 8 | 30 | 23 | +7  | 21     | 1. ŽNL Dubrovačko-neretvanska 2013./2014. |
| 4.  | Omladinac Lastovo | 15 | 7 | 0 | 8 | 30 | 26 | +4  | 21     | 1. ŽNL Dubrovačko-neretvanska 2013./2014. |
| 5.  | Orebić            | 15 | 6 | 2 | 7 | 18 | 24 | -6  | 20     | 1. ŽNL Dubrovačko-neretvanska 2013./2014. |
| 6.  | Maestral Krvavac  | 15 | 6 | 0 | 9 | 18 | 33 | -15 | 18     | 1. ŽNL Dubrovačko-neretvanska 2013./2014. |

### Liga "HNS"
| Mj. | Klub                   | U  | P  | N | I  | G+ | G- | GR  | Bodovi | Sljedeća sezona                           |
| --- | ---------------------- | -- | -- | - | -- | -- | -- | --- | ------ | ----------------------------------------- |
| 1.  | Gusar Komin            | 18 | 15 | 2 | 1  | 57 | 9  | +48 | 47     | Kvalifikacije za 3. HNL – Jug             |
| 2.  | Slaven Gruda           | 18 | 8  | 5 | 5  | 31 | 27 | +4  | 29     | 1. ŽNL Dubrovačko-neretvanska 2013./2014. |
| 3.  | Hajduk 1932 Vela Luka  | 18 | 8  | 1 | 9  | 30 | 26 | +4  | 25     | 1. ŽNL Dubrovačko-neretvanska 2013./2014. |
| 4.  | Croatia Gabrile        | 18 | 7  | 4 | 7  | 27 | 25 | +2  | 25     | 1. ŽNL Dubrovačko-neretvanska 2013./2014. |
| 5.  | Metković               | 18 | 7  | 2 | 9  | 28 | 34 | -6  | 23     | 1. ŽNL Dubrovačko-neretvanska 2013./2014. |
| 6.  | Župa dubrovačka Čibača | 18 | 5  | 3 | 10 | 35 | 38 | -3  | 18     | 1. ŽNL Dubrovačko-neretvanska 2013./2014. |
| 7.  | SOŠK Ston              | 18 | 4  | 1 | 13 | 27 | 66 | -29 | 13     | 1. ŽNL Dubrovačko-neretvanska 2013./2014. |

## Doigravanje za 3. HNL – Jug
U doigravanju sudjeluju četiri prvaka županijskih liga na prostoru Dalmacije. Igraju se dvije utakmice, a parovi se dobivaju izvlačenjem. Pobjednici doigravanja plasiraju se u viši rang natjecanja.  
Prvaci županijskih liga u sezoni 2012./2013.:
- 1. ŽNL Dubrovačko-neretvanska – Gusar Komin
- 1. ŽNL Splitsko-dalmatinska – Croatia Zmijavci
- 1. ŽNL Šibensko-kninska – Dinara Knin
- 1. ŽNL Zadarska – Polača

Polufinale (1./2. lipnja / 5. lipnja 2013.)
| Prva momčad | Rez. | Druga momčad     | 1. ut. | 2. ut. |
| ----------- | ---- | ---------------- | ------ | ------ |
| Dinara Knin | 0:7  | Polača           | 0:3    | 0:4    |
| Gusar Komin | 2:3  | Croatia Zmijavci | 1:1    | 1:2    |

Finale (9. lipnja / 12. lipnja 2013.)
| Prva momčad | Rez. | Druga momčad     | 1. ut. | 2. ut. |
| ----------- | ---- | ---------------- | ------ | ------ |
| Polača      | 3:5  | Croatia Zmijavci | 1:3    | 2:3    |

Croatia Zmijavci  je nakon kvalifikacija ostvario plasman u 3. HNL – Jug za 2013./14.

## Unutrašnje poveznice
- 3. HNL – Jug 2012./2013.
- 1. ŽNL Splitsko-dalmatinska 2012./2013.
- 1. ŽNL Šibensko-kninska 2012./2013.
- 1. ŽNL Zadarska 2012./2013.
- 2. ŽNL Dubrovačko-neretvanska 2012./2013.

## Vanjske poveznice
- Facebook stranica ŽNS Dubrovačko-neretvanski
- Županijski nogometni savez Dubrovačko-neretvanske županije